# The Potion
«The Potion» — третій сингл репера Лудакріса із його четвертого студійного альбомуThe Red Light District, випущений 20 квітня 2005 року. Він досяг 65 місця в чарті синглів Hot R&B/Hip-Hop Songs. Пісня була спродюсована Тімбелендом. Біт спочатку призначався для альбому Jay-Z The Black Album, але в результаті був вибраний інший біт і використаний у «Dirt Off Your Shoulder». 
«The Potion» був завершенням кліпу попереднього синглу «Number One Spot». Ця пісня також була представлена у фінальній танцювальній сцені фільму Крок уперед 2: Вулиці.

## Список композицій
1. "The Potion" (Clean version)
2. "The Potion" (Main version)
3. "The Potion" (Instrumental)
4. "Pass Out" (Clean version)
5. "Pass Out" (Main version)
6. "Pass Out" (Instrumental)

## Чарти
| Чарт (2004-2005)                     | Найвища позиція |
| ------------------------------------ | --------------- |
| U.S. Billboard Hot R&B/Hip-Hop Songs | 65              |